# Oscar Hedlund
Oscar Hedlund, pseudonymen Oscar III, född 20 februari 1933 i Stockholm, död 11 november 2001 i Vällingby, var en svensk journalist, musikskribent och kåsör.

## Biografi
Oscar Hedlund började som journalist på Länstidningen i Östersund och fortsatte som reporter på flera olika svenska dagstidningar, bland annat på Arbetarbladet i Gävle. Sitt stora musikintresse fick han först utlopp för som musikreporter i veckotidningen Idun. Hedlund var under åren 1960–1965 anställd vid Sveriges Radio. 1965 blev han fast medarbetare på Dagens Nyheter, där han skrev om musik och musiker av de mest skiftande slag under signaturen "Oscar III", och från 1987 var han musikskribent i Svenska Dagbladet. Han gav ut många böcker om musik, och även om hundar. Hedlund är gravsatt i minneslunden på Råcksta begravningsplats.